# Villemaréchal
Villemaréchal is een fusiegemeente (commune nouvelle) in het Franse departement Seine-et-Marne (regio Île-de-France) en telt 791 inwoners (1999). De plaats maakt deel uit van het arrondissement Fontainebleau. De huidige gemeente Villemaréchal is op 1 januari 2019 ontstaan uit de fusie van de gemeenten Villemaréchal en Saint-Ange-le-Viel.

## Geografie
De oppervlakte van Villemaréchal bedraagt 14,3 km², de bevolkingsdichtheid is 55,3 inwoners per km².
De onderstaande kaart toont de ligging van Villemaréchal met de belangrijkste infrastructuur en aangrenzende gemeenten.

## Demografie
Onderstaande figuur toont het verloop van het inwonertal (bron: INSEE-tellingen).

Villemaréchal telde in 2017 1110 inwoners.